# Europees kampioenschap basketbal mannen 2003
Eurobasket 2003 is het 33e gehouden Europees Kampioenschap basketbal. Eurobasket 2003 werd georganiseerd door FIBA Europe. Zestien landen die ingeschreven waren bij de FIBA, namen deel aan het toernooi dat gehouden werd in september 2003 in Zweden. Het basketbalteam van Litouwen won in de finale van het toernooi met 93-84 van Spanje, waarmee het na 64 jaar weer eerste werd tijdens een editie van Eurobasket. De strijd om de derde en vierde plaats werd beslecht door Italië en Frankrijk. Het team van Italië won de wedstrijd nipt met 69-67.

## Eindklassement
1. Litouwen
2. Spanje
3. Italië
4. Frankrijk
5. Griekenland
6. Servië en Montenegro
7. Israël
8. Rusland
9. Slovenië
10. Turkije
11. Duitsland
12. Kroatië
13. Letland
14. Oekraïne
15. Bosnië en Herzegovina
16. Zweden

## Teams
| Goud | Zilver | Brons | 4 |
| Litouwen Giedrius Gustas Mindaugas Žukauskas Arvydas Macijauskas Saulius Štombergas Ramūnas Šiškauskas Darius Songaila Donatas Slanina Eurelijus Žukauskas Kšyštof Lavrinovič Šarūnas Jasikevičius Dainius Šalenga Virginijus Praškevičius | Spanje Pau Gasol Roger Grimau Carles Marco Juan Carlos Navarro José Calderón Felipe Reyes Carlos Jiménez Alberto Herreros Rodrigo de la Fuente Antonio Bueno Alfonso Reyes Jorge Garbajosa | Italië Nikola Radulović Gianluca Basile Giacomo Galanda Matteo Soragna Denis Marconato Alessandro De Pol Alex Righetti Davide Lamma Massimo Bulleri Michele Mian Roberto Chiacig Alessandro Cittadini | Frankrijk Moustapha Sonko Tariq Abdul-Wahad Jérôme Moïso Laurent Foirest Alain Digbeu Tony Parker Makan Dioumassi Florent Piétrus Cyril Julian Boris Diaw Thierry Rupert Ronny Turiaf |

| Eurobasket 2003 winnaar |
| ----------------------- |
| Litouwen Derde titel    |

## Individuele prijzen

### MVP (Meest Waardevolle Speler)
- Šarūnas Jasikevičius

### All-Star Team
- Tony Parker
- Šarūnas Jasikevičius
- Saulius Štombergas
- Andrej Kirilenko
- Pau Gasol